# Louise Dahl-Wolfe
Louise Emma Augusta Dahl conocida también como Louise Dahl-Wolfe (San Francisco, 19 de noviembre de 1895 - Nueva Jersey, 11 de diciembre de 1989) fue una fotógrafa estadounidense autora de retratos y fotografía de moda en la que destacó por el uso del color y la luz natural. Fue conocida especialmente por su trabajo para la revista Harper's Bazaar a partir de los años 1930 con la editora de moda Diana Vreeland. Abrió el camino a las mujeres fotógrafas y su trabajo está considerado a la altura de sus colegas contemporáneos de profesión Edward Steichen, Irving Penn o Martin Munkácsi.

## Biografía
Hija de padres noruegos, Louise Dahl-Wolfe estudió pintura y diseño en Nueva York. 
Inició sus estudios en 1914 en la Universidad de Arte de San Francisco. Tras un paréntesis a causa de la muerte de su padre decide trasladarse a Nueva York en 1923 para continuar formándose en decoración de interiores, diseño y arquitectura.
En 1926 fallece su madre. Inicia entonces un viaje a Europa y Túnez junto a su amiga Consuelo Kanaga, fotógrafa del San Francisco Chronicle. En este viaje conoce a su futuro marido, el escultor Meyer Wolfe quien le apoyó durante toda su carrera y construyó los decorados de un gran número de sus fotografías. Ya casada regresa a San Francisco en 1930 donde entra en contacto con Edward Weston y Dorothea Lange tomando la decisión de convertirse en fotógrafa profesional.

### Trayectoria profesional
En 1933 se traslada a Nueva York y tres años después empieza a trabajar en la revista Harper's Bazaar donde publicará casi un centenar de portadas. En dos décadas realiza centenares de retratos y fotografías de moda. Su formación en dibujo y estudios de anatomía le ayudó a realizar sus composiciones fotográficas  "Con ello aprendí a calibrar el espacio y a saber distribuir formas y volúmenes" explicaba a sus 92 años en 1987 con motivo de la exposición retrospectiva del National Museum of Women in the Arts de Washington. 
Realizó 86 portadas para Harper's Bazaar y su mirada fue considerada revolucionaria siendo pionera en utilizar la luz natural en localizaciones exteriores, destacando especialmente su uso del color. Llevó a sus modelos a América del Sur, África, Cuba o España, dando nacimiento a lo que se llamará la fotografía de moda "medioambiental". En 1939 fue premiada por sus experimentos en color por el Art Directors Club of New York.  Desde los años 30 a 50 presentó el trabajo de diseñadores de la talla de Chanel, Balenciaga y Dior así como de Claire McCardell y Clare Potter. 

### Descubridora de Lauren Bacall
En Harper's Bazaar experimentó también con el retrato que ella prefería a la fotografía de moda que la hizo célebre. Entre los retratos importantes que realizó pueden citarse los de: Mae West, Cecil Beaton, Eudora Welty, W.H. Auden, Christopher Isherwood, Orson Welles, Carson McCullers, Edward Hopper, Colette o Joséphine Baker. 
En 1943 fotografió a Betty Bacall (luego rebautizada como Lauren) para la portada de Harper's Bazaar y poco después la joven modelo de 17 años firmó el contrato para protagonizar su primera película, Tener y no tener, dirigida por Howard Hawks y con Humphrey Bogart.
Tuvo una gran influencia sobre fotógrafos como Irving Penn y Richard Avedon y abrió el camino a cientos de mujeres fotógrafas. Uno de sus asistentes fue Milton H. Greene.

## Reconocimiento de su obra
Aunque en 1939 recibió la medalla y en 1941 el premio del Art Directors Club of New York, tras su retiro en 1960, su obra se sume en un cierto olvido hasta la década de los 1980 en que publica su libro de memorias A Photographer's Scrapbook  (1984) y es animada por la Staley-Wise Gallery a exponer Nueva York. A partir de ahí, comienza el reconocimiento y su obra es objeto de exposiciones en The Grey Art Gallery, New York University, Nueva York, 1983; el Museum of Contemporary Photography, Columbia College, Chicago, 1985; el Museo Nacional de Mujeres Artistas, Washington, 1987 y 2009; el Fashion Institute of Technology Museum, New York  y el Center for Creative Photography, Tucson, Arizona, 2000 etc.
En 2017 el Fashion and Textile Museum de Londres le dedicó la primera retrospectiva de la artista estadounidense en Gran Bretaña.